# 奈良育英学校
奈良育英学校（ならいくえいがっこう）は、1906年（明治39年）に女子師範学校の予備校として奈良に設立された日本聖公会系の女学校。1914年（大正3年）頃、廃校となった。その後、1916年（大正5年）に藤井高蔵、ショウ夫妻によって新たに「私立育英女学校」が設立され、現在の学校法人奈良育英学園が経営する奈良育英中学校・高等学校及び、育英西中学校・高等学校となっている。

## 歴史・概要

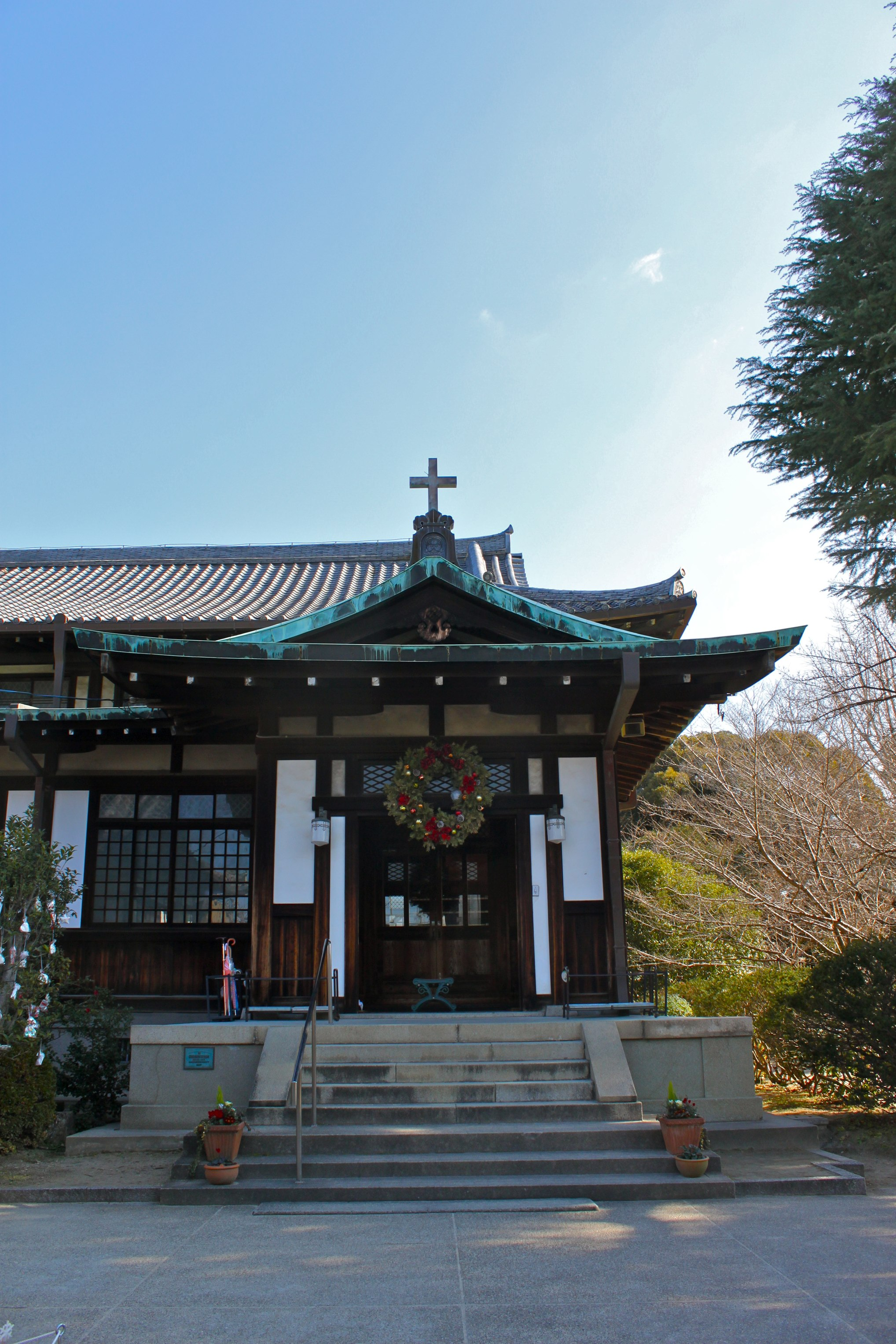
現在の奈良基督教会（1930年竣工）

奈良基督教会創建の功労者である聖公会信徒の玉置格によって、1906年（明治39年）に女子師範学校の予備校として「奈良育英学校」が設立される。学校は創建時の奈良基督教会敷地（花芝町）にあり、建物も旧教会堂が使われ、教会を母体とした学校であった。
その後、県教育界に対する一定の役割を果たすものの、1914年（大正3年）頃、奈良県内で女子師範学校廃止の機運が高まった影響を受け、またたく間に生徒が激減、ついには廃校となってしまった。
しかし、この由緒ある場所を放置するのに忍びないと思っていた日本聖公会奈良基督教会の吉村大次郎牧師は、教会員で敬虔なキリスト教徒であった当時県議会議員に当選したばかりの藤井高蔵に、その利用についての相談を持ちかける。この話に積極的に乗り出したのは藤井の妻ショウであった。高蔵は、もともと法律家を志し、後にジャーナリストから地方政治家の道を歩み始めていたが、ショウはもとより教職を志し、すでに郷里の大分高等女学校や、すでに廃校になった奈良高等女学校などの教師も経験しており、とりわけ女子教育に対する情熱は並々ならぬものがあったのである。
1916年（大正5年）4月17日、藤井高蔵、ショウ夫妻によって、奈良市花芝町に「私立育英女学校」が創設され、現在の学校法人奈良育英学園へ受け継がれることとなった。現在、同法人が運営する奈良育英中学校・高等学校は非ミッションスクールとして、育英西中学校・高等学校はプロテスタントのミッションスクールとして運営されているが、日本聖公会系には属していない。